# 波斯哥薩克旅
波斯哥薩克旅（英格蘭語：Persian Cossack Brigade）正式名稱為哥薩克旅（波斯語：تیپ قزاق），是一支由哥薩克人組成的騎兵部隊，於1879年在波斯崇高國成立。該部隊以俄羅斯帝國的高加索哥薩克軍團為藍本建立，是卡扎爾王朝最高效與最現代化的軍事單位。